# Antef (nomarkhész)
Antef (jnj-(j)tj=f, Initef, Anitef, Intef) ókori egyiptomi nomarkhész az óbirodalom végén. Uaszet (Théba) és a hozzá tartozó szepat (nomosz) kormányzója volt. 

## Élete
Talán több személyről van szó, mert az Antef név különböző jelzőkkel tűnik fel az emlékeken, de jelenleg az általánosan elfogadott egyiptológiai álláspont szerint egy ember, aki életének különböző szakaszaiban más és más címeket és jelzőket viselt. Antef kormányzó a III. Thotmesz által építtetett „királyi ősök kápolnája” feliratain (karnaki királylista) is szerepel, valamint I. Szenuszert Karnakban szobrot állíttatott neki.
Életútja, hatalmának kialakulása, bázisa ismeretlen. A kor emlékeinek egy részén Iku fia Antef, a hatalmas megnevezéssel szerepel. Valószínűleg ő volt az első uaszeti nomarkhész, mivel a korábbi feliratokból csak papi felügyelők nevei ismertek a városban. Antef a „Hatalmas” cím mellé később sorban felvette az „uaszeti szepat legfőbb ura” és a „papok felügyelője” titulusokat is. Még később már „Felső-Egyiptom kormányzója,” és „a király egyetlen barátja a déli átjáróban.” Északi befolyása talán Tarir (Dendera) városáig is elért, mert itt is állíttatott sztélét.
Az utókor csak fiát, I. Montuhotepet tekintette igazi királynak és a XI. dinasztia alapítójának. Tény, hogy semmi sem utal Antef önállóságára.